# سفارة غانا لدى السعودية
سفارة غانا لدى السعودية هي الممثلية الدبلوماسية العليا لدولة غانا لدى المملكة العربية السعودية. تقع السفارة في حي صلاح الدين في الرياض.